# Публий Клавдий Пульхр (консул 184 года до н. э.)
Публий Клавдий Пульхр (лат. Publius Claudius Pulcher; умер после 181 года до н. э.) — римский политический деятель из патрицианского рода Клавдиев, консул 184 года до н. э.

## Биография
Публий Клавдий принадлежал к одному из самых знатных и влиятельных патрицианских родов Рима, имевшему сабинское происхождение. Первым носителем когномена Пульхр («Красивый») стал дед Публия Клавдия того же имени, один из сыновей Аппия Клавдия Цека и консул 249 года до н. э. Публий был вторым из трёх сыновей консула 212 года до н. э. Аппия Клавдия Пульхра. Его братья Аппий и Гай занимали консульскую должность в 185 и 177 годах до н. э. соответственно.
Первое упоминание о Публии Клавдии относится к 189 году до н. э., когда он занимал должность курульного эдила. Вместе со своим коллегой Сервием Сульпицием Гальбой он оштрафовал ряд хлеботорговцев за утаивание зерна и на полученные таким образом средства поставил в одном из римских храмов двенадцать позолоченных щитов. Следующей ступенью в карьере Публия Клавдия стала претура. Тит Ливий относит её к 188 году до н. э., сообщая, что по результатам жеребьёвки Пульхр стал praetor peregrinus (то есть должен был рассматривать судебные тяжбы между римскими гражданами и иностранцами). Но исследователи уверены, что римский историк спутал Публия с его братом Аппием. Последний был претором в 188 году до н. э., а первый — годом позже и в этом качестве управлял Тарентом. Аргументом в пользу такой версии является тот факт, что Публий не мог быть избран претором в год своего эдилитета.
В 185 году до н. э., во время консульства Аппия Клавдия, Публий выдвинул свою кандидатуру в консулы на следующий год. На выборах развернулась серьёзная борьба: только кандидатов-патрициев было четверо. Помимо Пульхра, это были его коллега по эдилитету Сервий Сульпиций Гальба, Луций Эмилий Павел (впоследствии Македонский) и Квинт Фабий Лабеон. Последний считался фаворитом, но Публий Клавдий смог добиться победы благодаря деятельной поддержке брата, который руководил выборами. Он был избран, по словам Тита Ливия, «к удивлению для себя и вопреки общему ожиданию». Его коллегой стал плебей Луций Порций Лицин. Провинцией для обоих консулов стала Лигурия, но источники не сообщают о каких-либо успехах в войне с местными племенами.
Известно, что ещё до своего консулата (точных датировок нет) Публий Клавдий занимался наделением землёй новых колонистов в городе Калы. В 181 году до н. э. он был одним из триумвиров, организовавших колонию Грависки в Этрурии. Кроме него, в эту комиссию входили Гай Кальпурний Пизон и Гай Теренций Истра.